# Edmundas Grigaliūnas
Edmundas Grigaliūnas (* 1952 in Valakai, Rajongemeinde Joniškis; † 2009) war ein litauischer Politiker, Bürgermeister von Joniškis.

## Leben
Nach dem Abitur 1970 an der 1. Mittelschule Joniškis absolvierte Edmundas Grigaliūnas ein Studium der Rechtswissenschaft in Moskau. Dann war er Inhaber eines Individualunternehmens. Von 2000 bis 2011 war er Mitglied im Rat Joniškis. Von 2000 bis 2003 war er auch Vorstandsmitglied.
Von 2003 bis 2005 leitete er als Bürgermeister die Rajongemeinde Joniškis.
Ab 1997 war Edmundas Grigaliūnas Mitglied von Lietuvos liberalų sąjunga, ab 2002 Liberalų demokratų partija, ab 2006 Tvarka ir teisingumas (liberalai demokratai).

## Familie
Grigaliūnas war verheiratet. Mit seiner Frau Jolanta hatte er die Kinder Evelina, Raimonda, Aušrinė und den Sohn Edmundas.